# Duck Dynasty
Duck Dynasty är en amerikansk dokusåpa från 2012 som visas i USA på TV-kanalen A&E Network. Serien handlar om familjen Robertson som bor i West Monroe, Louisiana. Familjefirman tillverkar ”Duck Commanders” (lockpipor för andjakt), vilket har gjort familjen rik. Första avsnittet sändes den 12 mars 2012.
I Sverige visas programmet på Kanal 9 och History.

## Medlemmar i Robertsonfamiljen
- Willie Robertson
- Phil Robertson
- Jase Robertson
- Si Robertson
- Kay Robertson
- Korie Robertson
- Jep Robertson
- Missy Robertson
- Jessica Robertson